# 1981 no cinema

## Eventos
- François Truffaut filma A Mulher do Lado.
- Raffaele Rossi lança o primeiro filme brasileiro com cenas de sexo explícito feito para aos cinemas, Coisas Eróticas.
- Jim Henson dirige seu primeiro filme The Great Muppet Caper.

## Filmes
| Data           | Filme                                        | Diretor                  | Elenco | Observação | Ref |
| -------------- | -------------------------------------------- | ------------------------ | --- | ---------- | --- |
|                | A Guerra do Fogo                             | Jean-Jacques Annaud      | Everett McGill, Ron Perlman e Rae Dawn Chong |            |     |
|                | A Mulher do Lado                             | François Truffaut        | Gérard Depardieu e Fanny Ardant |            |     |
|                | Absence of Malice                            | Sydney Pollack           | Paul Newman e Sally Field |            |     |
|                | Arthur                                       | Steve Gordon             | Dudley Moore, Liza Minnelli, John Gielgud, Geraldine Fitzgerald |            |     |
|                | Blow Out                                     | Brian De Palma           | John Travolta, Nancy Allen, John Lithgow |            |     |
|                | Body Heat                                    | Lawrence Kasdan          | William Hurt, Kathleen Turner, Ted Danson e Mickey Rourke |            |     |
|                | Bom Povo Português                           |                          | José Mário Branco, Ana de Lurdes David, Augusto de Figueiredo, Cecília Guimarães, Hélder Costa, Manuel Martins                                                     |            |     |
|                | Bonitinha mas Ordinária ou Otto Lara Resende | Braz Chediak             | Lucélia Santos, José Wilker, Vera Fischer |            |     |
|                | Buddy Buddy                                  |                          | |            |     |
|                | Caveman                                      | Carl Gottlieb            | Ringo Starr, Barbara Bach, Dennis Quaid, Shelley Long |            |     |
|                | Chariots of Fire                             | Hugh Hudson              | Ben Cross, Ian Charleson, Ian Holm, John Gielgud e Brad Davis |            |     |
|                | Christiane F. – Wir Kinder vom Bahnhof Zoo   | Ulrich Edel              | Natja Brunckhorst, Thomas Haustein, David Bowie |            |     |
|                | Conversa Acabada                             |                          | André Gomes, Cabral Martins, João Perry, Juliet Berto, Leonor Pinhão                                                                                               |            |     |
|                | Das Boot                                     | Wolfgang Petersen        | Jürgen Prochnow |            |     |
| 25 de setembro | Die bleierne Zeit                            | Margarethe von Trotta    | Jutta Lampe e Barbara Sukowa |            |     |
|                | Engraçadinha                                 | Haroldo Marinho Barbosa  | Lucélia Santos (foto), Luís Fernando Guimarães, José Lewgoy, Wilson Grey, Daniel Dantas, Carlos Gregório, Cláudio Corrêa e Castro, Nelson Dantas                   |            |     |
|                | Escape from New York                         | John Carpenter           | Kurt Russell, Lee Van Cleef, Ernest Borgnine, Donald Pleasence, Adrienne Barbeau e Harry Dean Stanton                                                              |            |     |
|                | Eu Te Amo                                    | Arnaldo Jabor            | Sônia Braga, Vera Fischer e Tarcísio Meira |            |     |
|                | Excalibur                                    | John Boorman             | Nigel Terry, Helen Mirren e Liam Neeson |            |     |
|                | Eyewitness                                   | Peter Yates              | |            |     |
|                | Fantasma d'amore                             | Dino Risi                | Romy Schneider e Marcello Mastroianni |            |     |
|                | For Your Eyes Only                           | John Glen                | Roger Moore e Carole Bouquet |            |     |
|                | Francisca                                    | Manoel de Oliveira       | Teresa Menezes, Diogo Dória, Manuela de Freitas, Rui Mendes e Lia Gama                                                                                             |            |     |
|                | Galaxy of Terror                             | Bruce D. Clark           | Edward Albert, Erin Moran, Ray Walston, Bernard Behrens, Zalman King, Robert Englund, Taaffe O'Connell, Sid Haig, Grace Zabriskie, Jack Blessing                   |            |     |
|                | Gallipoli                                    | Peter Weir               | Mel Gibson e Mark Lee |            |     |
|                | Garde à vue                                  | Claude Miller            | Lino Ventura, Michel Serrault e Romy Schneider |            |     |
|                | Happy Birthday to Me                         |                          | |            |     |
|                | High Voltage                                 | Veljko Bulajić           | Božidarka Frait, Vanja Drach, Milan Štrljić, Ljubiša Samardžić, Velimir Živojinović, Zvonko Lepetić, Relja Bašić, Ivo Gregurević, Sanja Vejnović                   |            |     |
|                | Hôtel des Amériques                          | André Téchiné            | Catherine Deneuve e Patrick Dewaere |            |     |
|                | Inchon                                       | Terence Young            | Laurence Olivier, Jacqueline Bisset, Ben Gazarra, Toshirô Mifune, Richard Roundtree                                                                                |            |     |
|                | Kilas, o Mau da Fita                         | José Fonseca e Costa     | Mário Viegas, Lia Gama, Lima Duarte, Milú e Natália do Vale |            |     |
|                | L'amour des femmes                           | Michel Soutter           | |            |     |
|                | Les années lumière                           | Alain Tanner             | Trevor Howard, Mick Ford |            |     |
|                | Les uns et les autres                        | Claude Lelouch           | Robert Hossein, Nicole Garcia e Geraldine Chaplin |            |     |
|                | Mad Max 2                                    | George Miller            | Mel Gibson |            |     |
|                | Mephisto                                     | István Szabó             | Klaus Maria Brandauer |            |     |
|                | Mulher Objeto                                | Silvio de Abreu          | Helena Ramos, Nuno Leal Maia, Kate Lyra, Maria Lúcia Dahl, Hélio Souto                                                                                             |            |     |
|                | O Pão e o Vinho                              |                          | |            |     |
|                | On Golden Pond                               | Mark Rydell              | Katharine Hepburn, Henry Fonda e Jane Fonda |            |     |
|                | Ora sí tenemos que ganar                     |                          | |            |     |
|                | Oxalá                                        |                          | Manuel Baeta Neves, Marta Reynolds, Laura Soveral, Judith Magre, Ruy Furtado, Lia Gama                                                                             |            |     |
|                | Pixote, a Lei do Mais Fraco                  | Héctor Babenco           | Fernando Ramos da Silva, Marília Pêra, Jardel Filho e Rubens de Falco                                                                                              |            |     |
|                | Ragtime                                      | Miloš Forman             | James Cagney, Brad Dourif, Mary Steenburgen, Mandy Patinkin e Jeff Daniels                                                                                         |            |     |
|                | Raiders of the Lost Ark                      | Steven Spielberg         | Harrison Ford, Karen Allen e Denholm Elliott |            |     |
|                | Reds                                         | Warren Beatty            | Warren Beatty, Diane Keaton, Jack Nicholson, Maureen Stapleton |            |     |
|                | Rollover                                     |                          | |            |     |
|                | Scanners                                     | David Cronenberg         | Jennifer O'Neill, Stephen Lack, Patrick McGoohan |            |     |
|                | Stripes                                      | Ivan Reitman             | Bill Murray, Harold Ramis, Warren Oates, Sean Young |            |     |
|                | Taps                                         | Harold Becker            | George C. Scott, Timothy Hutton, Sean Penn e Tom Cruise |            |     |
|                | The Burning                                  |                          | |            |     |
|                | The Decline of Western Civilization          | Penelope Spheeris        | Black Flag, The Germs, X, Alice Bag Band, Circle Jerks, Catholic Discipline, Fear                                                                                  |            |     |
|                | The Evil Dead                                | Sam Raimi                | Bruce Campbell |            |     |
|                | The Four Seasons                             | Alan Alda                | Alan Alda, Carol Burnett, Len Cariou |            |     |
|                | The Fox and the Hound                        | Ted Berman, Richard Rich | Mickey RooneyKurt Russell, Pearl Bailey, Pat Buttram, Sandy Duncan, Richard Bakalyan, Paul Winchell, Jack Albertson, Jeanette Nolan, Keith Mitchell, Corey Feldman |            |     |
|                | The Man Who Saw Tomorrow                     | Robert Guenette          | Orson Welles, Philip L. Clarke, Ray Laska |            |     |
|                | The Postman Always Rings Twice               | Bob Rafelson             | Jack Nicholson, Jessica Lange e Anjelica Huston |            |     |
|                | They All Laughed                             |                          | |            |     |
|                | This Is Elvis                                | Malcom Leo, Andrew Solt  | Elvis Presley |            |     |
|                | True Confessions                             | Ulu Grosbard             | Robert De Niro e Robert Duvall |            |     |
|                | Vuk                                          | Attila Dargay            | Judit Pogány, József Gyabronka, Teri Földi, Gyula Szabó |            |     |

## Nascimentos
| Data            | Nome                 | Profissão                   | Nacionalidade  | Observações | Ref |
| --------------- | -------------------- | --------------------------- | -------------- | ----------- | --- |
| 6 de janeiro    | Rinko Kikuchi        | atriz                       | Japão          |             |     |
| 23 de janeiro   | Julia Jones          | atriz                       | Estados Unidos |             |     |
| 28 de janeiro   | Elijah Wood          | ator                        | Estados Unidos |             |     |
| 31 de janeiro   | Justin Timberlake    | cantor e ator               | Estados Unidos |             |     |
| 09 de fevereiro | Tom Hiddleston       | ator                        | Inglaterra     |             |     |
| 17 de fevereiro | Joseph Gordon-Levitt | ator                        | Estados Unidos |             |     |
| 26 de fevereiro | Miá Mello            | atriz                       | Brasil         |             |     |
| 28 de março     | Julia Stiles         | atriz                       | Estados Unidos |             |     |
| 10 de abril     | Michael Pitt         | ator e músico               | Estados Unidos |             |     |
| 19 de abril     | Hayden Christensen   | ator                        | Canadá         |             |     |
| 26 de abril     | Mariana Ximenes      | atriz                       | Brasil         |             |     |
| 28 de abril     | Jessica Alba         | atriz                       | Estados Unidos |             |     |
| 3 de maio       | U;Nee                | atriz e cantora             | Coreia do Sul  | m. 2007     |     |
| 29 de maio      | Juliana Knust        | atriz                       | Brasil         |             |     |
| 6 de junho      | Andrew McFarlane     | ator                        | Estados Unidos |             |     |
| 9 de junho      | Natalie Portman      | atriz                       | Israel         |             |     |
| 13 de junho     | Chris Evans          | ator                        | Estados Unidos |             |     |
| 24 de julho     | Gauge                | modelo e atriz pornográfica | Estados Unidos |             |     |
| 20 de agosto    | Ben Barnes           | ator                        | Inglaterra     |             |     |
| 24 de agosto    | Chad Michael Murray  | ator                        | Estados Unidos |             |     |
| 25 de agosto    | Rachel Bilson        | atriz                       | Estados Unidos |             |     |
| 4 de setembro   | Beyoncé Knowles      | cantora e atriz             | Estados Unidos |             |     |
| 14 de setembro  | Miyavi               | cantor, guitarrista e ator  | Japão          |             |     |
| 16 de setembro  | Fan Bingbing         | atriz                       | China          |             |     |
| 21 de setembro  | Nicole Richie        | atriz, cantora e socialite  | Estados Unidos |             |     |
| 3 de outubro    | Giselle Itié         | atriz                       | México         |             |     |
| 1 de novembro   | Thiago Fragoso       | ator                        | Brasil         |             |     |
| 6 de novembro   | Lee Dong-wook        | ator                        | Coreia do Sul  |             |     |
| 2 de dezembro   | Britney Spears       | atriz e cantora             | Estados Unidos |             |     |
| 15 de dezembro  | George O. Gore II    | ator                        | Estados Unidos |             |     |
| 28 de dezembro  | Sienna Miller        | modelo, atriz e socialite   | Estados Unidos |             |     |

## Mortes
| Data           | Nome              | Profissão                   | Nacionalidade  | Observações | Ref |
| -------------- | ----------------- | --------------------------- | -------------- | ----------- | --- |
| 10 de janeiro  | Richard Boone     | ator                        | Estados Unidos | n. 1917     |     |
| 15 de março    | René Clair        | cineasta                    | França         | n. 1898     |     |
| 26 de abril    | Jim Davis         | ator                        | Estados Unidos | n. 1909     |     |
| 13 de junho    | Amácio Mazzaropi  | ator, cineasta e comediante | Brasil         | n. 1912     |     |
| 27 de julho    | William Wyler     | cineasta                    | Estados Unidos | n. 1902     |     |
| 4 de agosto    | Melvyn Douglas    | ator                        | Estados Unidos | n. 1901     |     |
| 22 de agosto   | Glauber Rocha     | cineasta                    | Brasil         | n. 1938     |     |
| 27 de setembro | Robert Montgomery | ator                        | Estados Unidos | n. 1904     |     |
| 15 de outubro  | Gloria Grahame    | atriz                       | Estados Unidos | n. 1923     |     |
| 15 de outubro  | Zoltán Huszárik   | cineasta                    | Hungria        | n. 1931     |     |
| 10 de novembro | Abel Gance        | cineasta                    | França         | n. 1889     |     |
| 29 de novembro | Natalie Wood      | atriz                       | Estados Unidos | n. 1938     |     |
| 26 de dezembro | Paulo Renato      | ator                        | Portugal       | n. 1934     |     |